# Anastrophyllum calocystum
Anastrophyllum calocystum là một loài rêu trong họ Anastrophyllaceae. Loài này được Spruce Stephani mô tả khoa học đầu tiên năm 1893.